# Sydamerikansk rallbeckasin
Sydamerikansk rallbeckasin (Nycticryphes semicollaris) är en vadarfågel i den lilla familjen rallbeckasiner.

## Utseende
Sydamerikansk rallbeckasin är en liten (19–23 cm) och mörk beckasinliknande vadare. Den är mindre och mörkare än rallbeckasinen (Rostratula benghalensis), med karakteristiskt nedåtböjd näbbspets och en kilformad stjärt med smala, spetsiga och bruna stjärtfjädrar. Till skillnad från de övriga två arterna rallbeckasiner är inte skillnaderna mellan könen heller så stora och fötterna har simhud.
Fågeln är sotbrun på huvud, hals och bröst. Den svartare hjässan kontrasterar med ett tunt och ljust hjässband. På större täckare och skapularer syns vita fläckar. Den saknar rallbeckasinens ögonfläck.

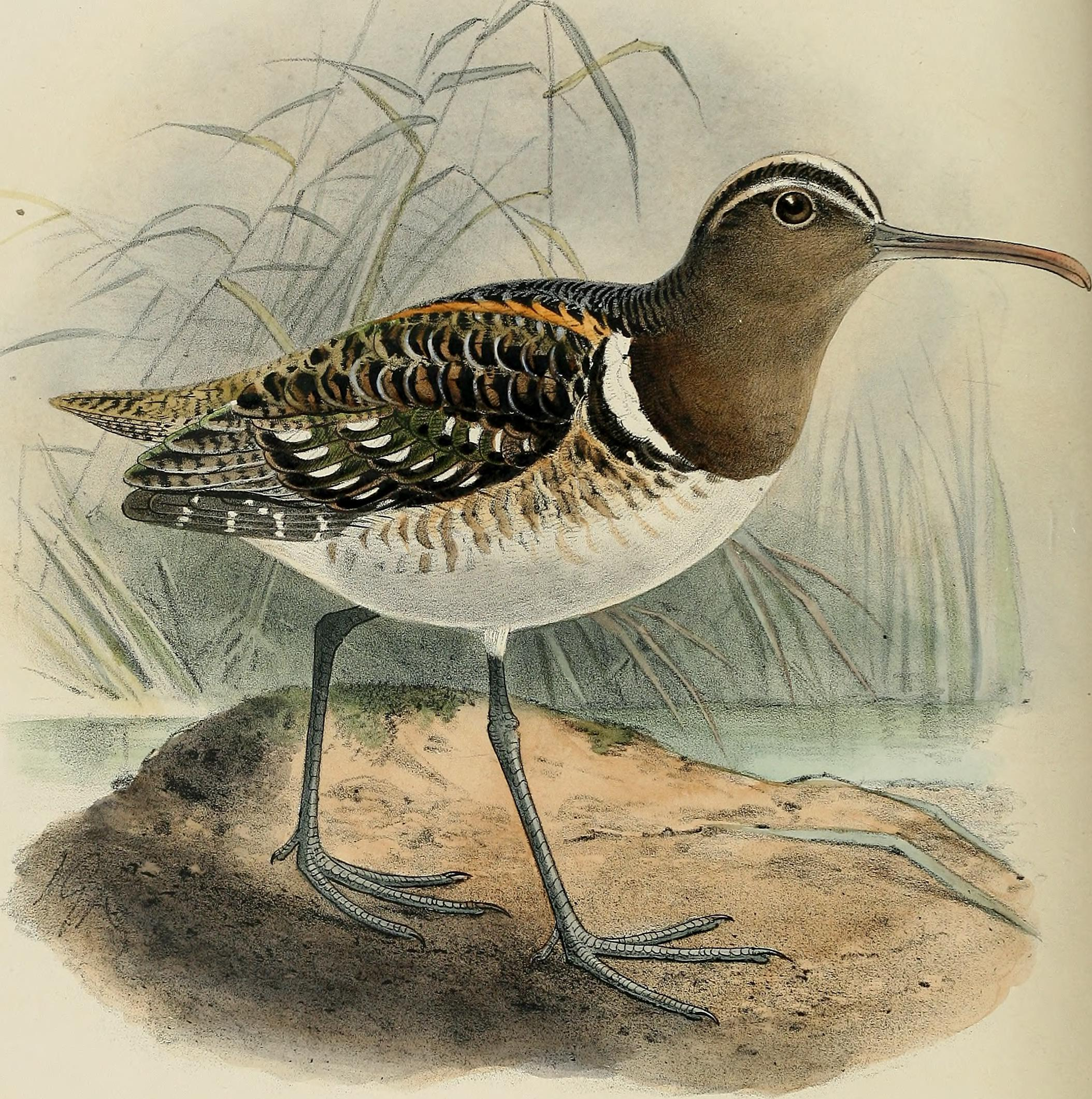

## Utbredning och systematik
Fågeln förekommer i våtmarker i södra tredjedelen av Sydamerika, från södra Brasilien, Paraguay och Uruguay till Chile och Argentina. Den placeras som ensam art i släktet Nycticryphes. Den behandlas som monotypisk, det vill säga att den inte delas in i några underarter.

## Status och hot
Arten har ett stort utbredningsområde, men tros minska i antal, dock inte tillräckligt kraftigt för att den ska betraktas som hotad. Internationella naturvårdsunionen IUCN listar arten som nära hotad (LC).